# Natalie Darwitz
Temple de la renommée de l'IIHF : 2024
Temple de la renommée américain : 2018
Natalie Darwitz (née le 13 octobre 1983 à Eagan dans l'État du Minnesota) est une joueuse américaine de hockey sur glace  qui évoluait dans la ligue féminine en tant qu'attaquante .
Elle a remporté deux médailles d'argent olympiques aux Jeux olympiques de Salt Lake City en 2002 et aux Jeux olympiques de Vancouver en 2010 et une médaille de bronze aux Jeux olympiques de Turin en 2006. Elle a également représenté les Etats-Unis dans 8 championnats du monde, remportant 3 médailles d'or et 5 médailles d'argent.

## Biographie
Elle commence à patiner à l'âge de cinq ans.

### NCAA
Elle porte les couleurs des Golden Gophers du Minnesota durant 3 saisons dans le championnat universitaire américain (2002-2003, 2003-2004 et 2004-2005).

### WWHL
Darwitz évolue par la suite pour les Whitecaps du Minnesota dans la Ligue féminine de hockey de l'Ouest (WWHL). Elle y joue deux saisons (2006-2007, 2007-2008).	

## Carrière au niveau international
Elle représente l'équipe nationale américaine au niveau international. Elle honore sa première sélection sénior en 1999 alors qu'elle n'a que 15 ans. Elle a remporté la médaille d'argent aux Jeux olympiques de 2002, 2010 ainsi que la médaille de bronze en 2006. Elle est médaillée d'or à trois championnats du monde (2005, 2008, 2009). Elle est capitaine de l'équipe de 2007 à 2010. Elle prend sa retraite comme joueuse après les Jeux olympiques d'hiver de 2010.

## Carrière d'entraîneur
Elle commence en 2008 comme assistante-entraîneur des Golden Gophers du Minnesota dans le championnat universitaire, puis en 2011 elle accepte un poste d'entraîneur en chef d'une équipe de hockey du championnat lycéen (le Lakeville South High School) à Lakeville non loin de sa ville natale Eagan, au Minnesota. Après deux saisons, elle devient entraîneur en chef de l'équipe de l'université d'Hamline, dans le championnat NCAA III.
En 2023,  Elle est nommée  Directrice générale  de l’équipe  du Minnesota  Dans la nouvelle ligue  Professionnelle  de hockey féminin (LPHF).

## Statistiques

### En club
| Saison      | Équipe                      | Ligue       |    | Saison régulière | Saison régulière | Saison régulière | Saison régulière | Saison régulière |   | Séries éliminatoires | Séries éliminatoires | Séries éliminatoires | Séries éliminatoires | Séries éliminatoires |
| Saison      | Équipe                      | Ligue       | PJ | B                | A                | Pts              | Pun              | PJ               | B | A                    | Pts                  | Pun                  |                      |                      |
| 2002-2003   | Golden Gophers du Minnesota | NCAA        | 33 | 33               | 35               | 68               | 34               |                  |   |                      |                      |                      |                      |                      |
| 2003-2004   | Golden Gophers du Minnesota | NCAA        | 26 | 27               | 37               | 64               | 28               |                  |   |                      |                      |                      |                      |                      |
| 2004-2005   | Golden Gophers du Minnesota | NCAA        | 40 | 42               | 72               | 114              | 36               |                  |   |                      |                      |                      |                      |                      |
| 2006-2007   | Whitecaps du Minnesota      | WWHL        | 13 | 11               | 10               | 21               |                  |                  |   |                      |                      |                      |                      |                      |
| 2007-2008   | Whitecaps du Minnesota      | WWHL        | 7  | 4                | 7                | 11               |                  |                  |   |                      |                      |                      |                      |                      |
| Totaux NCAA | Totaux NCAA                 | Totaux NCAA | 99 | 102              | 144              | 246              | 98               |                  |   |                      |                      |                      |                      |                      |

### En équipe nationale
| Année | Équipe             | Compétition                 |   | PJ | B | A  | Pts | Pun                |  | Résultat |
| 1998  | États-Unis         | Coupe des trois Nations     | 4 | 0  | 0 | 0  |     | Médaille d'argent  |  |          |
| 1999  | États-Unis -22 ans | Tournoi moins de 22 ans     | 3 | 1  | 0 | 1  |     |                    |  |          |
| 1999  | États-Unis         | Championnat du monde        | 5 | 2  | 1 | 3  | 2   | Médaille d'argent  |  |          |
| 2000  | États-Unis -22 ans | Séries de matchs U-22       | 3 | 0  | 1 | 1  |     |                    |  |          |
| 2000  | États-Unis         | Championnat du monde        | 5 | 2  | 6 | 8  | 18  | Médaille d'argent  |  |          |
| 2001  | États-Unis         | Championnat du monde        | 5 | 3  | 1 | 4  | 4   | Médaille d'argent  |  |          |
| 2002  | États-Unis         | Jeux olympiques             | 5 | 7  | 1 | 8  | 2   | Médaille d'argent  |  |          |
| 2003  | États-Unis         | Tournoi des quatre Nations  | 4 | 2  | 1 | 3  |     | Médaille d'or      |  |          |
| 2003  | États-Unis -22 ans | Tournoi des moins de 22 ans | 3 | 2  | 3 | 5  |     |                    |  |          |
| 2004  | États-Unis         | Tournoi des quatre nations  | 4 | 1  | 3 | 4  |     | Médaille d'argent  |  |          |
| 2004  | États-Unis -22 ans | Tournoi des moins de 22 ans | 3 | 0  | 2 | 2  |     |                    |  |          |
| 2004  | États-Unis         | Championnat du monde        | 5 | 7  | 3 | 10 | 2   | Médaille d'argent  |  |          |
| 2005  | États-Unis         | Championnat du monde        | 5 | 2  | 2 | 4  | 8   | Médaille d'or      |  |          |
| 2006  | États-Unis         | Tournoi des quatre nations  | 4 | 3  | 6 | 9  |     | Médaille d'argent  |  |          |
| 2006  | États-Unis         | Jeux olympiques             | 5 | 3  | 3 | 6  | 8   | Médaille de bronze |  |          |
| 2007  | États-Unis         | Tournoi des quatre nations  | 4 | 1  | 2 | 3  |     | Médaille d'argent  |  |          |
| 2007  | États-Unis         | Championnat du monde        | 5 | 4  | 5 | 9  | 6   | Médaille d'argent  |  |          |
| 2008  | États-Unis         | Tournoi des quatre nations  | 4 | 3  | 1 | 4  |     | Médaille d'or      |  |          |
| 2008  | États-Unis         | Championnat du monde        | 5 | 6  | 4 | 10 | 2   | Médaille d'or      |  |          |
| 2009  | États-Unis         | Championnat du monde        | 5 | 3  | 7 | 10 | 2   | Médaille d'or      |  |          |
| 2010  | États-Unis         | Jeux olympiques             | 5 | 4  | 7 | 11 | 0   | Médaille d'argent  |  |          |

## Trophées et honneurs personnels

### NCAA
- 1995 : nommée meilleure joueuse de la Division I.
- Finaliste à trois reprises pour le trophée Patty Kazmaier.
- Élue à trois reprises dans l'équipe d'étoiles All-American.
- Remporte le championnat national en 2004.

### Internationaux
- Médaillée d'or à deux reprises et médaillée d'argent à huit reprises pour la Coupe des quatre nations.
- Sélectionnée dans l'équipe d'étoiles à l'occasion des Jeux olympiques de 2002.
- Joueuse ayant inscrit le plus de buts (7) lors des Jeux olympiques de 2002.
- Sélectionnée dans l'équipe d'étoiles lors des championnats du monde de 2004, 2007, 2008 et 2009.
- Joueuse ayant inscrit le plus de buts (7) lors des championnats du monde de 2004.
- Nommée meilleure attaquante et joueuse ayant inscrit le plus de buts (6) et le plus de points (10) des championnats du monde 2008.